# 주영훈 (작곡가)
주영훈(1969년 11월 6일 ~ )은 대한민국의 작곡가, 가수, 음악 프로듀서, 방송인이다.

## 이력
그는 서울 출신이며 3살이 된 해인 1971년 전국우량아선발대회에서 1위를 수상한 이력이 있으며, 한때 아역 영화배우로도 활동하면서 1978년 영화 《소나기》에도 단역으로 출연한 전력이 있는 그는, 훗날 1993년 작곡가로 데뷔하여 그 이후부터는 싱어송라이터 겸 음반 프로듀서로서 활약하고 있다. 수많은 히트곡을 포함해서 300여곡 이상의 대중가요를 작곡하였다.

## 학력
- 1982년 서울청담초(졸업)
- 1985년 언북중(졸업)
- 1988년 경기고(졸업)
- 2007년 노던 버지니아 커뮤니티 칼리지 중퇴

## 작곡 목록
- 고개숙인 나	2집 - Nostalgia: Nostalgia / 노을의 연가 (2000)
- 그날을 기다려	Ballad Vol. 1: 젊은날의 초상 / 엘비스 프레슬리 (1996)
- 기억의 초상	3집 - Love Concerto No.3: 소망 / Old Bar (2001)
- 나를 위한 일	1집 - 조나단의 꿈: 조나단의 꿈 / 너에게 묻고 싶은 말 (1993)
- 너를 위한 일	Ballad Vol. 1: 젊은날의 초상 / 엘비스 프레슬리 (1996)
- 너에게 묻고 싶은 말	1집 - 조나단의 꿈: 조나단의 꿈 / 너에게 묻고 싶은 말 (1993)
- 노을의 연가	2집 - Nostalgia: Nostalgia / 노을의 연가 (2000)
- 눈감은 고백	Ballad Vol. 1: 젊은날의 초상 / 엘비스 프레슬리 (1996)
- 등대 이야기 (Guitar Solo)	복면달호 / O.S.T (2007)
- 또다른 겨울	1집 - 조나단의 꿈: 조나단의 꿈 / 너에게 묻고 싶은 말 (1993)
- 마지막 기도	3집 - Love Concerto No.3: 소망 / Old Bar (2001)
- 매일 매일 기다려	복면달호 / O.S.T (2007)
- 미인사냥	Ballad Vol. 1: 젊은날의 초상 / 엘비스 프레슬리 (1996)
- 바람 바람 바람	복면달호 / O.S.T (2007)
- 별리	3집 - Love Concerto No.3: 소망 / Old Bar (2001)
- 비 내리는 밤	복면달호 / O.S.T (2007)
- 비애록	2집 - Nostalgia: Nostalgia / 노을의 연가 (2000)
- 비의 눈물	2집 - Nostalgia: Nostalgia / 노을의 연가 (2000)
- 사나이 인생	복면달호 / O.S.T (2007)
- 사랑을 찾아서 (봉달호 Theme)	복면달호 / O.S.T (2007)
- 소망	3집 - Love Concerto No.3: 소망 / Old Bar (2001)
- 소망 (Orchestra)	3집 - Love Concerto No.3: 소망 / Old Bar (2001)
- 슬픈 노래 하나	Ballad Vol. 1: 젊은날의 초상 / 엘비스 프레슬리 (1996)
- 슬픈 사랑의 전설	Ballad Vol. 1: 젊은날의 초상 / 엘비스 프레슬리 (1996)
- 슬픈 아리아	3집 - Love Concerto No.3: 소망 / Old Bar (2001)
- 슬픈노래 하나	1집 - 조나단의 꿈: 조나단의 꿈 / 너에게 묻고 싶은 말 (1993)
- 시련	2집 - Nostalgia: Nostalgia / 노을의 연가 (2000)
- 엘비스 프레슬리	Ballad Vol. 1: 젊은날의 초상 / 엘비스 프레슬리 (1996)
- 왜	2집 - Nostalgia: Nostalgia / 노을의 연가 (2000)
- 우리사랑 이대로	연풍연가: A VOICE FROM TROPICAL ISLAND / 제주도의 푸른밤 / O.S.T (1998)
- 원하지 않은 이별	1집 - 조나단의 꿈: 조나단의 꿈 / 너에게 묻고 싶은 말 (1993)
- 이별 이야기	2집 - Nostalgia: Nostalgia / 노을의 연가 (2000)
- 이제는 너에게	1집 - 조나단의 꿈: 조나단의 꿈 / 너에게 묻고 싶은 말 (1993)
- 이차선 다리	복면달호 / O.S.T (2007)
- 이차선 사람 (봉달호 Theme)	복면달호 / O.S.T (2007)
- 젊은날의 초상	Ballad Vol. 1: 젊은날의 초상 / 엘비스 프레슬리 (1996)
- 조나단의 꿈	1집 - 조나단의 꿈: 조나단의 꿈 / 너에게 묻고 싶은 말 (1993)
- 추억의 끝에서	3집 - Love Concerto No.3: 소망 / Old Bar (2001)
- 친구처럼	1집 - 조나단의 꿈: 조나단의 꿈 / 너에게 묻고 싶은 말 (1993)
- 태양은 가득히	2집 - Nostalgia: Nostalgia / 노을의 연가 (2000)
- 태양은 가득히	그대를 알고부터 / O.S.T (2002)
- 트롯은 내인생 (나태송 Theme)	복면달호 / O.S.T (2007)
- 파라다이스	복면달호 / O.S.T (2007)
- 허상	3집 - Love Concerto No.3: 소망 / Old Bar (2001)
- 혼자준비하는 밤	Ballad Vol. 1: 젊은날의 초상 / 엘비스 프레슬리 (1996)
- 황혼	3집 - Love Concerto No.3: 소망 / Old Bar (2001)
- Feeling	3집 - Love Concerto No.3: 소망 / Old Bar (2001)
- Friend	2집 - Nostalgia: Nostalgia / 노을의 연가 (2000)
- Life Is Live	3집 - Love Concerto No.3: 소망 / Old Bar (2001)
- Man	2집 - Nostalgia: Nostalgia / 노을의 연가 (2000)
- Memories duet with 주영훈	터보 5집 - E-Mail My Heart: Cyber Love / Tonight (2000)
- Memories with 터보	2집 - Nostalgia: Nostalgia / 노을의 연가 (2000)
- Nostalgia	2집 - Nostalgia: Nostalgia / 노을의 연가 (2000)
- Old Bar	3집 - Love Concerto No.3: 소망 / Old Bar (2001)
- Only You (Love Theme)	복면달호 / O.S.T (2007)
- Rainy Day (차서연 Love Theme)	복면달호 / O.S.T (2007)
- Romance	2집 - Nostalgia: Nostalgia / 노을의 연가 (2000)
- She	The Masterpiece (2001)
- Storm	3집 - Love Concerto No.3: 소망 / Old Bar (2001)
- Time To Say Good Bye (나는 이제 이별을 고하려 한다)	명성황후: IF I LEAVE / STAND BY ME (The Lost Empire) / O.S.T (2002)
- 뮤지컬	임상아 1집 - 임상아: 차라리 / 뮤지컬 (1996)
- D-day	하리수 1집 - Temptation (2001)
- 비몽	코요태 4집 - 必立: 비몽 / 애련 (2002)
- 다가라	엄정화 7집 - 화: All I Wanna Do / 괜찮아요 (2001)
- Poison	엄정화 4집 - 4Th Invitation: 다시 / POISON (1998)
- 디스코 왕	코요태 6집 - Koyote 6: 디스코 왕 (2004)
- 스무살의 아침	김수근 2집 - Kim Su Gun II: 스무살의 아침 (1997)
- G.Cafe	소방차 4집 - Again / G Cafe (1994)
- 48시간의 동화	천승원 1집 - Recovery Vol.1: 누구에게로 난 / 너의 집앞에서 (1996)
- 가까이 가면	김민종 5집 - 인연: 인연 / 비원 (1999)
- 거미	민현준 - Spyder: 거미 / 마지막 미소 (1993)
- 거울속 나에게	양수경 8집 - Blue Wedding: 운명 / 마지막 입술위에 (1996)
- 거울속 나에게	하이수 1집 - Voice: Be My Lover / 거울속 나에게 (1998)
- 거인의 묵시록	쾌남호걸 1집 - 쾌남호걸 1: WAVE / 블루 로망스 (1996)
- 거짓말	터보 4집 - Perfect Love: X / 애인이 생겼어요 (1998)
- 게임	성진우 1집 - Virgin Flight: 포기하지마 / 이젠 말할 수 있네 (1994)
- 결투 (Western House)	터보 4집 - Perfect Love: X / 애인이 생겼어요 (1998)
- 결혼하는 남자	지큐 1집 - Gentlemens Quality: GENTLEMENS QUILITY / 제5의 계절 (1997)
- 결혼해야지	소방차 5집 - Sobangcha 96 Forever: 1004의 실종 / 추남시대 (1996)
- 고무신의 전설	디세븐 1집 - 디세븐: 알파와 오메가 / 고무신의 전설 (1998)
- 고무신의 전설 (Remix)	디세븐 1집 - 디세븐: 알파와 오메가 / 고무신의 전설 (1998)
- 과대 망상증	닉스 - Nix: 돌리도 / 과대 망상증 (1996)
- 괜찮아	성진우 1집 - Virgin Flight: 포기하지마 / 이젠 말할 수 있네 (1994)
- 그날	K-Pop 3집 - Memories: 추억의 향기 (2004)
- 그날 이후로	성진우 1집 - Virgin Flight: 포기하지마 / 이젠 말할 수 있네 (1994)
- 그날후의 일기	노아 1집 - Love Forever: 눈물에게 / 그날 후의 일기 (1998)
- 그날후의 일기	지큐 2집 - Gq 2: BLUE / SUNSHINE (1998)
- 그림자	이동건 1집 - Time To Fly: 아름다운 시작 / 나의 바램이 저 하늘에 닿기를 (1998)
- 그해 겨울은...	포지션 - I Love You...: I Love You / Rainy Blue (2000)
- 그후로 삼년후	후퍼 1집 - Oh! My Darling: 시작에서 / 오 마이달링 (1996)
- 금지된 장난	비비 2집 - B.B: 하늘땅 별땅 / 금지된 장난 (1997)
- 기도	포지션 3집 - Feel So Good: The Change / 두려움 없는 사랑 (1998)
- 꿈속의 그녀	아이돌 1집 - Idol: Bow Wow / Home Boy (1996)
- 꿈의 대화	장혜진: single - Moskito: 왜 / 꿈의 대화 (1997)
- 끝 그리고 시작	미스터 투 1집 - Mr. 2: 끝 그리고 시작 / 하얀 겨울 (1993)
- 나 어릴적 꿈 (Sylvester With Patrick.C의 Do You Wanna Funk Intro 삽입)	터보 1집 - 280Km/H Speed: 나 어릴적 꿈 / 검은 고양이 (1995)
- 나를 믿어	닉스 - Nix: 돌리도 / 과대 망상증 (1996)
- 나를 찾아서	D-Boys 2집 - D-Boys: X-세대 / 너의 미소 (1994)
- 나만의 노래(빠빠빠)	지오 1집 - ZIIO (1995)
- 나에게로 와	후퍼 1집 - Oh! My Darling: 시작에서 / 오 마이달링 (1996)
- 나의 일기	터보 1집 - 280Km/H Speed: 나 어릴적 꿈 / 검은 고양이 (1995)
- 나폴레옹	터보 3집 - Born Again: Good Bye Yesterday / 금지된 장난 (1997)
- 날 떠난 그녀에게	서정훈 1집 - From Beginning To End: 날 위해서라면 / 바다에서 태어난 해 (2002)
- 남겨진 두려움	민현준 - Spyder: 거미 / 마지막 미소 (1993)
- 남겨진 이야기	서유진 - My Process: 변명 그리고 진실 / 외로움을 준비하며 (1994)
- 내가 택한 이별	김지연 3집 - 예전처럼: 예전처럼 / 그대 향기 속에 나는 (1994)
- 남남 코요태 5집 - 비상(非常): 비상 (2003)
- 내게로 와	장혜진 5집 - Dream Jhj V: Dream / 영원으로 (1998)
- 너만을 위해 (도입부:Bach-Largo-Bwv 1056 발췌)	강수지 4집 - 강수지 Vol4: 사랑했어, 너만을 / I MISS YOU (1993)
- 너만의 착각	미스터 투 1집 - Mr. 2: 끝 그리고 시작 / 하얀 겨울 (1993)
- 너의 얘기를	미스터 투 1집 - Mr. 2: 끝 그리고 시작 / 하얀 겨울 (1993)
- 너의 얘기를	성진우 3집 - Sung Jinoo Ac Dc: AC DC / 슬픈시선 (1997)
- 노래이야기	아이돌 1집 - Idol: Bow Wow / Home Boy (1996)
- 누구에게로 난	천승원 1집 - Recovery Vol.1: 누구에게로 난 / 너의 집앞에서 (1996)
- 니가 없는 나	클릭 1집 - Click: 니가 없는 나 / 너도 나처럼 (1998)
- 다시	육각수 1집 - A St. Waterdrop: 태양은 가득히 / 다시 (1996)
- 다짐	박상민 6집 - 暴風 []: POKERFACE / 다짐 (1999)
- 독립선언 I	박형준 2집 - 박형준 II: 독립선언 I / 늦은 후회 (1995)
- 독백 포지션 5집 - Romantist: 마지막 약속 / 오늘따라 (2002)
- 뜻밖의 행운	성진우 1집 - Virgin Flight: 포기하지마 / 이젠 말할 수 있네 (1994)
- 라스베가스	쾌남호걸 1집 - 쾌남호걸 1: WAVE / 블루 로망스 (1996)
- 러브송	터보 3집 - Born Again: Good Bye Yesterday / 금지된 장난 (1997)
- 로즈 (Rose)	Fin.K.L 2.5집 - 2.5 Album / Special: 나의 왕자님께 / 가면의 시간 (1999)
- 마라! 바라!	하모하모 1집 - 하모하모: 팡팡 / 빠삐용 (1996)
- 마지막 부탁	포지션 2집 - Wine & Tears: Remember / Summer Time (1997)
- 滿愛	The Day 1집 - First Time: 언제 어디에 있어도 / 이별 (1997)
- 매듭	코요태 4집 - 必立: 비몽 / 애련 (2002)
- 멀어진 지금에	동후 1집 - 김동후: 널 사랑하는 이유 / 마지막 편지 (1993)
- 모래위의 욕망	영턱스클럽 5집 리패키지 - TWENTYth Urban: 천하일무도회 / 모래위의 욕망 (2000)
- 미라지 (신기루)	김현정 3집 - The Third Eye (2000)
- 미션 No.1	쾌남호걸 1집 - 쾌남호걸 1: WAVE / 블루 로망스 (1996)
- 배반의 장미 (타이틀곡)	엄정화 3집 - 後愛: 만취 기행기 / 배반의 장미 (1997)
- 뱀파이어	Rpm 1집 - Rpm: 스무해 여름 / 뱀파이어 (1997)
- 변심 타투 1집 - Tattoo: ENJOY / 이유 (1999)
- 변심 (비틀어진 사랑)	On Off 1집 - ... Always On: UNFINISHED LOVE / 이유 (1998)
- 변함	어스 2집 - Danny Wid Boyoung: 자유 / 이상한 삼각관계 (1997)
- 별리	성진우 4집 - 돌아보지마: 포기하지마 / 애인만들기 (1999)
- 별리의 시	정재욱 1집 - A Foolish Seperation: 어리석은 이별 / 다음 사람에게는 (1999)
- 별빛 속으로	K.Di 1집 - My First Story: 별빛 속으로 (2004)
- 부메랑 (Boomerang)	임상아 3집 - Yim Sang-A 3Rd: 부메랑(Boomerang) / Life is Live (1998)
- 블루	지큐 2집 - Gq 2: BLUE / SUNSHINE (1998)
- 블루 로망스	쾌남호걸 1집 - 쾌남호걸 1: WAVE / 블루 로망스 (1996)
- 悲(비)의 Rhapsody	최재훈 4집 - Believe In 5462: SELIVE IN / 悲의 Rhapsody (2000)
- 비는 하늘의 눈물.. 코요태 8집 - 必 up 되다: 1,2,3,4 (2005)
- 비상	하이수 1집 - Voice: Be My Lover / 거울속 나에게 (1998)
- 비애록	노아 2집 - Another Promise []: 수호천사 / 비애록 (1999)
- 비창 양수경 9집 - 후애: 이별앞에서 / MY WAY (1999)
- 비혼 양수경 8집 - Blue Wedding: 운명 / 마지막 입술위에 (1996)
- 사나이로 태어나서	육각수 2집 - Be.Bop.Ba.Roola: 사나이로 태어나서 (1997)
- 사랑이 준 스트레스 (피곤한 여자)	미스터 투 2집 - 텅빈 객석: BABY NEW YORK / 널 위한 망설임 (1994)
- 사의찬미	성진우 2집 - 애인 만들기: 얼굴 없는 나 / 잃어버린 나 (1995)
- 선택 터보 1집 - 280Km/H Speed: 나 어릴적 꿈 / 검은 고양이 (1995)
- 세상에 던지는 한마디 하모하모 1집 - 하모하모: 팡팡 / 빠삐용 (1996)
- 세상에서 가장 아름다운 이별	지큐 1집 - Gentlemens Quality: GENTLEMENS QUILITY / 제5의 계절 (1997)
- 수퍼스타	닉스 - Nix: 돌리도 / 과대 망상증 (1996)
- 스무살의 비망록	스크림 1집 - Do You Know Scream?: 천사의 질투 (i Want Your Love) / 시작된 전설 / 천사의 질투 (1996)
- 스칼렛 (Scarlet)	엄정화 5집 - 005.1999.06: 몰라 / 유리의 성 (1999)
- 슬픈 징크스	닉스 - Nix: 돌리도 / 과대 망상증 (1996)
- 슬픔 지울께	하이디 2집 - 진이: 추신 / 진이 (1996)
- 시나브로	어스 2집 - Danny Wid Boyoung: 자유 / 이상한 삼각관계 (1997)
- 신데렐라 콤플렉스	잉크 2집 - 신데렐라 컴플렉스: 쿵,푸,하 / 숨겨둔 한마디 (1995)
- 실루엣	김현정 2집 - 갈매기의 꿈 (1999)
- 실연	장혜진 5집 - Dream Jhj V: Dream / 영원으로 (1998)
- 아직도 사랑해	포지션 5집 - Romantist: 마지막 약속 / 오늘따라 (2002)
- 아킬레스건	유승준 2집 - For Sale 1998 V2: 내가 기다린 사랑 (1998)
- 애련	지큐 2집 - Gq 2: BLUE / SUNSHINE (1998)
- 애련	양수경 9집 - 후애: 이별앞에서 / MY WAY (1999)
- 애상	노아 1집 - Love Forever: 눈물에게 / 그날 후의 일기 (1998)
- 애인만들기	성진우 2집 - 애인 만들기: 얼굴 없는 나 / 잃어버린 나 (1995)
- 야생화	지큐 2집 - Gq 2: BLUE / SUNSHINE (1998)
- 야이 야이야	동후 1집 - 김동후: 널 사랑하는 이유 / 마지막 편지 (1993)
- 양보운전	김수근 2집 - Kim Su Gun II: 스무살의 아침 (1997)
- 어긋난 사랑	터보 3집 - Born Again: Good Bye Yesterday / 금지된 장난 (1997)
- 어둠의 이름	The Day 1집 - First Time: 언제 어디에 있어도 / 이별 (1997)
- 어둠의 자식들	스크림 1집 - Do You Know Scream?: 천사의 질투 (i Want Your Love) / 시작된 전설 / 천사의 질투 (1996)
- 얼굴없는나	성진우 2집 - 애인 만들기: 얼굴 없는 나 / 잃어버린 나 (1995)
- 여자가 남자를 사랑할 때	이예린 4집 - Stay 4: Stay / 변심 (1998)
- 연습 (Remix)	유승준 2집 - For Sale 1998 V2: 내가 기다린 사랑 (1998)
- 연풍연가 Theme	연풍연가: A VOICE FROM TROPICAL ISLAND / 제주도의 푸른밤 / O.S.T (1998)
- 영원	스카이 1집 - Final Fantasy: 영원 / 회상 (1999)
- 오 마이달링	후퍼 1집 - Oh! My Darling: 시작에서 / 오 마이달링 (1996)
- 오 세상에	대쉬 1집 - 노이로제: 노이로제 / 오 세상에 (1996)
- 왜	장혜진: single - Moskito: 왜 / 꿈의 대화 (1997)
- 왜몰라	터보 5집 - E-Mail My Heart: Cyber Love / Tonight (2000)
- 유혹	Jewelry 3집 - Beloved: BE MY LOVE / 니가 참 좋아 (2003)
- 이기주의	D-Boys 2집 - D-Boys: X-세대 / 너의 미소 (1994)
- 잃어버린나	성진우 2집 - 애인 만들기: 얼굴 없는 나 / 잃어버린 나 (1995)
- 작은 두려움	성진우 1집 - Virgin Flight: 포기하지마 / 이젠 말할 수 있네 (1994)
- 잿빛하루	터보 1집 - 280Km/H Speed: 나 어릴적 꿈 / 검은 고양이 (1995)
- 젊은 남자	지큐 1집 - Gentlemens Quality: GENTLEMENS QUILITY / 제5의 계절 (1997)
- 제5의 계절	지큐 1집 - Gentlemens Quality: GENTLEMENS QUILITY / 제5의 계절 (1997)
- 죄와 벌	터보 1집 - 280Km/H Speed: 나 어릴적 꿈 / 검은 고양이 (1995)
- 죄와벌	엄정화 7집 - 화: All I Wanna Do / 괜찮아요 (2001)
- 줘	디세븐 1집 - 디세븐: 알파와 오메가 / 고무신의 전설 (1998)
- 질주	Click-B 2집 - Challenge: 질주 / 영원 (2001)
- 착각의 늪	박경림 1집 - 박고테 프로젝트: 착각의 늪 / 안녕~ 핫바 (2002)
- 천하일무도회	영턱스클럽 5집 리패키지 - TWENTYth Urban: 천하일무도회 / 모래위의 욕망 (2000)
- 초상화	터보 1집 - 280Km/H Speed: 나 어릴적 꿈 / 검은 고양이 (1995)
- 추남시대	소방차 5집 - Sobangcha 96 Forever: 1004의 실종 / 추남시대 (1996)
- 추억의 이름으로...	포지션 - I Love You...: I Love You / Rainy Blue (2000)
- 추억의 향기	K-Pop 3집 - Memories: 추억의 향기 (2004)
- 카운트 다운	펌프 2집 - Pump II: 수호천사 / 카운트 다운 (1996)
- 케세라 세라	스냅 1집 - Snap: BAD BOY / SHE'S GONE (1999)
- 쿵 푸 하	잉크 2집 - 신데렐라 컴플렉스: 쿵,푸,하 / 숨겨둔 한마디 (1995)
- 크라잉 게임	김혜림 7집 - Kim Hyelim 7: 잊은 그후에 / 이제는 돌아와 거울앞에선 (1998)
- 탈출	성진우 3집 - Sung Jinoo Ac Dc: AC DC / 슬픈시선 (1997)
- 태양은 가득히	육각수 1집 - A St. Waterdrop: 태양은 가득히 / 다시 (1996)
- 태양을 향하여	벅 1집 - Buck: INTRO / 가면놀이 (1995)
- 특급작전	유비스 2집 - You Will Be With Us: 특급작전 / 도전왕 (1998)
- 파도위의 추억	에다호 1집 - 에다호: 초콜렛 같은 너 / 슬픈 추억 (1994)
- 패자 부활전	베이비복스 2집 - Baby V.O.X II: 야 야 야 / Break It Up (1998)
- 페어 게임	지큐 1집 - Gentlemens Quality: GENTLEMENS QUILITY / 제5의 계절 (1997)
- 포기하지마	성진우 1집 - Virgin Flight: 포기하지마 / 이젠 말할 수 있네 (1994)
- 프리마돈나	Jany & Buny 1집 - Jany & Buny: INTRO / 바라만보는 사람 (1999)
- 하얀동화 코요태 7집 - rainbow - 빙고 (2004)
- 하늘 너머로	박형준 2집 - 박형준 II: 독립선언 I / 늦은 후회 (1995)
- 하늘에 띄워	하이디 2집 - 진이: 추신 / 진이 (1996)
- 해바라기	유채영 2집 - Emotion: 믿을 수 없어 / Emotion (1999)
- 허리케인 코요태 8집 - 必 up 되다: 1,2,3,4 (2005)
- 허니문 (Honeymoon)	터보 4집 - Perfect Love: X / 애인이 생겼어요 (1998)
- 후회	에다호 1집 - 에다호: 초콜렛 같은 너 / 슬픈 추억 (1994)
- 후회	성진우 2집 - 애인 만들기: 얼굴 없는 나 / 잃어버린 나 (1995)
- 후회속의 나	벅 1집 - Buck: INTRO / 가면놀이 (1995)
- 훔쳐 본 이별	김재석 1집 - 홀로서기: 여기 이 슬픔이 / 홀로서기 (1997)
- A Voice From Tropical Island	연풍연가: A VOICE FROM TROPICAL ISLAND / 제주도의 푸른밤 / O.S.T (1998)
- Ac/Dc	성진우 3집 - Sung Jinoo Ac Dc: AC DC / 슬픈시선 (1997)
- Ad 2010	잉크 2집 - 신데렐라 컴플렉스: 쿵,푸,하 / 숨겨둔 한마디 (1995)
- Blue	코요태 3집 - Passion: Passion / 파란 (2000)
- Blue Moon	박지윤 3집 - The Age Ain'T Nothing But A Number: 아무것도 몰라요 / 가버려 (1999)
- Blue Romance	최재훈 4집 - Believe In 5462: SELIVE IN / 悲의 Rhapsody (2000)
- Blue Sketch	하이수 1집 - Voice: Be My Lover / 거울속 나에게 (1998)
- Broken	박지윤 3집 - The Age Ain'T Nothing But A Number: 아무것도 몰라요 / 가버려 (1999)
- Bye-Bye	소방차 4집 - Again / G Cafe (1994)
- Challenger	Click-B 2집 - Challenge: 질주 / 영원 (2001)
- Chance (지금이야)	젝키 3집 - Road Fighter: 테크노 폴리스 / Road Fighter (1998)
- Change	베이비복스 2집 - Baby V.O.X II: 야 야 야 / Break It Up (1998)
- Dreaming	이예린 4집 - Stay 4: Stay / 변심 (1998)
- Emotion	유채영 2집 - Emotion: 믿을 수 없어 / Emotion (1999)
- Ending	임상아 1집 - 임상아: 차라리 / 뮤지컬 (1996)
- Ending	연풍연가: A VOICE FROM TROPICAL ISLAND / 제주도의 푸른밤 / O.S.T (1998)
- Ending (Sax Mix)	연풍연가: A VOICE FROM TROPICAL ISLAND / 제주도의 푸른밤 / O.S.T (1998)
- Exercise #1 (연습)	유승준 2집 - For Sale 1998 V2: 내가 기다린 사랑 (1998)
- Exit (비상구)	The S#arp 2집 - +2: 가까이 / TELL ME, TELL ME (2000)
- Fantasy	Jewelry 3집 - Beloved: BE MY LOVE / 니가 참 좋아 (2003)
- Feeling	류시원 2집 - 夢: 약속 / 인연 2 (1999)
- Festival (인생은 아름다워)	엄정화 5집 - 005.1999.06: 몰라 / 유리의 성 (1999)
- Flower	유채영 2집 - Emotion: 믿을 수 없어 / Emotion (1999)
- Friend	육각수 2집 - Be.Bop.Ba.Roola: 사나이로 태어나서 (1997)
- Good Bye	이예린 4집 - Stay 4: Stay / 변심 (1998)
- Good Bye Yesterday	터보 3집 - Born Again: Good Bye Yesterday / 금지된 장난 (1997)
- Happy Song	코요태 4집 - 必立: 비몽 / 애련 (2002)
- Home Boy	아이돌 1집 - Idol: Bow Wow / Home Boy (1996)
- I love rock & roll 코요태 9집 - London in Koyote: I love rock & roll (2006)
- Internet Love	김재석 1집 - 홀로서기: 여기 이 슬픔이 / 홀로서기 (1997)
- Introduction	박형준 2집 - 박형준 II: 독립선언 I / 늦은 후회 (1995)
- Keep On Running	포지션 - I Love You...: I Love You / Rainy Blue (2000)
- Life Is Live	임상아 3집 - Yim Sang-A 3Rd: 부메랑(Boomerang) / Life is Live (1998)
- Love Impact	Lollipop 1집 - Winter: ONLY FOR YOU / 부탁 (2000)
- Love To Love	스냅 1집 - Snap: BAD BOY / SHE'S GONE (1999)
- Lover 코요태 7집 - rainbow: 빙고 (2004)
- Lover Boys	K-Pop 3집 - Memories: 추억의 향기 (2004)
- Memory	포지션 2집 - Wine & Tears: Remember / Summer Time (1997)
- Missing You	이수영 1집 - I Believe: I Believe (1999)
- Mono Drama	터보: 베스트 - History: History (2001)
- Moon Night	코요태 6집 - Koyote 6: 디스코 왕 (2004)
- My Love	여민 1집 - Come Tonight: Forever Love / So Goodbye (1999)
- My Way	양수경 9집 - 후애: 이별앞에서 / MY WAY (1999)
- My Way	히트 - My Way: MY WAY / funky tonight (2000)
- Myself	To-Ya 1집 - To-Ya First Album: Look: 가 / 봐 (2001)
- Never	루머스 1집 - Never: NEVER / 홀로 남을 그대에게 (1999)
- Never	악동클럽 1집 - Remember: NEVER / 다시 친구로... (2002)
- Non-Stop	악동클럽 1집 - Remember: NEVER / 다시 친구로... (2002)
- One Night	포지션 4집 - Blue Day: Blue Day (1999)
- Only Seventeen	터보 3집 - Born Again: Good Bye Yesterday / 금지된 장난 (1997)
- Paradise (Rock & Roll Party)	포지션 3집 - Feel So Good: The Change / 두려움 없는 사랑 (1998)
- Paradoxx	터보 5집 - E-Mail My Heart: Cyber Love / Tonight (2000)
- Passion	강현수 2집 - Coup D`Etat: 쿠데타 (2000)
- Pokerface	박상민 6집 - 暴風 []: POKERFACE / 다짐 (1999)
- Protogue	잉크 2집 - 신데렐라 컴플렉스: 쿵,푸,하 / 숨겨둔 한마디 (1995)
- Rendez Vous	코요태 3집 - Passion: Passion / 파란 (2000)
- Scarlet	엄정화 - 사이버 에로티쿠스 라이브 2집: Scarlet / 널 모르게 [live] (2000)
- Secret	터보 5집 - E-Mail My Heart: Cyber Love / Tonight (2000)
- Secret	Sugar: single - Secret: SECRET (2004)
- See You Again (또 만나요)	터보 4집 - Perfect Love: X / 애인이 생겼어요 (1998)
- She`S Gone	스냅 1집 - Snap: BAD BOY / SHE'S GONE (1999)
- Shine 슈가 2집 - Shine (2003)[1]
- Smile Again	Jany & Buny 1집 - Jany & Buny: INTRO / 바라만보는 사람 (1999)
- Storm	루머스 1집 - Never: NEVER / 홀로 남을 그대에게 (1999)
- Sunshine	지큐 2집 - Gq 2: BLUE / SUNSHINE (1998)
- Sweet Dream	성시경 2집 - Melodie D` Amour: 우린 제법 잘 어울려요 / 선인장 (2002)
- Tears	안재욱 2집 - Memories: 이별 / 기댈 수 없는 세상 (1998)
- Test	정재욱 1집 - A Foolish Seperation: 어리석은 이별 / 다음 사람에게는 (1999)
- That Is Love	컨츄리꼬꼬 3집 - 컨츄리 꼬꼬 3rd Album: 오! 가니 / Kiss (2000)
- The Fan	육각수 2집 - Be.Bop.Ba.Roola: 사나이로 태어나서 (1997)
- Time	코요태 6집 - Koyote 6: 디스코 왕 (2004)
- Together	코요태 6집 - Koyote 6: 디스코 왕 (2004)
- Tonight	지큐 2집 - Gq 2: BLUE / SUNSHINE (1998)
- Tropical Island	연풍연가: A VOICE FROM TROPICAL ISLAND / 제주도의 푸른밤 / O.S.T (1998)
- True Love	하모하모 1집 - 하모하모: 팡팡 / 빠삐용 (1996)	*Tv 시대	에다호 1집 - 에다호: 초콜렛 같은 너 / 슬픈 추억 (1994)
- Twist King	터보 2집 - New Sensation: Twist King
- White Love (스키장에서)	터보 4집 - Perfect Love: X / 애인이 생겼어요 (1998)
- Working Girl	엄정화 4집 - 4Th Invitation: 다시 / POISON (1998)
- X-세대	D-Boys 2집 - D-Boys: X-세대 / 너의 미소 (1994)

## 출연작

### 영화
- 1978년 《소나기》
- 2002년 《긴급조치 19호》 - 주영훈 역
- 2011년 《결정적 한방》 - 강현석 역

### TV 드라마
- 1997년 MBC 《시트콤 남자 셋 여자 셋》 - 이선희 사장의 후배 주영훈 이사장 역(카메오 출연)
- 1998년 MBC 《시트콤 여자 대 여자》 - 백필수 역(카메오 단역)
- 2000년 MBC 《시트콤 뉴 논스톱》 - 빅터 코발트 기획 사장 주영훈 역(카메오 출연)
- 2000년 MBC 《아줌마》 - 안용호 역
- 2012년 SBS 《도롱뇽도사와 그림자 조작단》 - 점집 손님 역(카메오 출연)
- 2021년 KBS2 《이미테이션》 - 프리즈 역(특별출연)
- 2024년 KBS1 《수지맞은 우리》 - 주영훈 역(특별출연)

### 방송
- 1999년 7월 20일 ~ 2000년 4월 25일 KBS2 《뮤직뱅크》 - MC (진행자)
- 1999년 9월 2일 ~ 1999년 9월 9일 KBS2 《시사터치 코미디 파일》 - MC (진행자)
- 1999년 10월 31일 ~ 2000년 10월 22일 SBS 《좋은 친구들》 - MC (진행자)
- 1999년 12월 6일 ~ 2000년 2월 7일 MBC 《최화정 주영훈의 D-day》 - MC (진행자)
- 2001년 11월 7일 ~ 2003년 6월 18일 KBS2 《야!한밤에》 - MC (진행자)
- 2002년 10월 27일 ~ 2003년 4월 27일 MBC 《오!해피데이》 - MC (진행자)
- 2002년 11월 17일 ~ 2003년 5월 25일 KBS2《슈퍼TV 일요일은 즐거워》- MC 대격돌 (진행)
- 2011년 10월 3일 ~ 2013년 5월 19일 MBC FM4U 《두시의 데이트 주영훈입니다》 - DJ (진행자)
- 2012년 12월 6일 ~ 2013년 4월 11일 JTBC 《당신을 구하는 TV, 우리는 형사다》
- 2013년 3월 31일 ~ 2017년 2월 24일 MBN 《아궁이》 - MC (진행자)
- 2016년 8월 21일 ~ 2016년 12월 21일 TV조선 《엄마의 봄날》 - MC (진행자)
- 2016년 11월 23일 ~ 2019년 3월 13일 채널A 《아빠본색》
- 2017년 9월 8일 ~ 2018년 8월 18일 TV조선 《사랑은 아무나 하나》 - MC (진행자)
- 2020년 3월 19일 ~ 2020년 4월 9일 MBN 《여왕의 전쟁: 라스트 싱어》
- 2020년 5월 2일 ~ 2020년 7월 4일 E채널 《탑골 랩소디: K-POP도 통역이 되나요?》
- 2020년 7월 21일 ~ JTBC 《부부의 발견 배우자》
- 2020년 12월 5일 ~ 2021년 2월 20일 KBS2 《트롯 전국체전》
- 2022년 2월 1일 ~  2022년 2월 2일 SBS 《판타스틱 패밀리-DNA 싱어》 - 패널

### 광고
- 1999년 오리온 이츠
- 1999년 SK바이오팜 트라스트
- 1999년 오뚜기 열라면 용기 (홍진경과 함께 출연)
- 2001년 삼성전자 마이젯

1. ↑  “［강일홍의 스페셜인터뷰<58>-주영훈］ "100만 안티, 정신과 치료 받았다"”. 더팩트. 2019년 10월 7일. 2024년 6월 9일에 확인함 – 네이버 경유.